# Friuli Isonzo Moscato rosa
Il Friuli Isonzo Moscato rosa è un vino DOC la cui produzione è consentita nella provincia di Gorizia.

## Caratteristiche organolettiche
- colore: rosato o giallo oro tendente al rosa
- odore: di rosa fruttato
- sapore: aromatico amabile o dolce tranquillo

## Produzione
Provincia, stagione, volume in ettolitri
- Gorizia  (1996/97)  60,2